# Lijst van gemeenten in Polen
Hieronder staat een lijst van Poolse gemeenten (gmina).

## Index
A - B - C - Ć - D - E - F - G - H - I - J - K - L - Ł - M - N - O - P - R - S - Ś - T - U - W - Z - Ż
| woiwodschap                     | DŚ  | KP  | LB  | LS | ŁD  | MP  | MZ  | OP | PK  | PL  | PM  | ŚL  | ŚK  | WM  | WP  | ZP  | Polen |
| aantal 'stadsgemeenten'         | 36  | 17  | 20  | 9  | 18  | 15  | 35  | 3  | 16  | 13  | 25  | 49  | 5   | 16  | 19  | 11  | 307   |
| aantal 'stad- en landgemeenten' | 55  | 35  | 21  | 33 | 24  | 40  | 50  | 32 | 29  | 23  | 17  | 22  | 25  | 33  | 90  | 51  | 580   |
| aantal 'landgemeenten'          | 78  | 92  | 172 | 41 | 135 | 127 | 229 | 36 | 114 | 82  | 81  | 96  | 72  | 67  | 117 | 52  | 1591  |
| gemeenten totaal                | 169 | 144 | 213 | 83 | 177 | 182 | 314 | 71 | 159 | 118 | 123 | 167 | 102 | 116 | 226 | 114 | 2478  |
| stedelijke gemeenten            | 14  | 13  | 17  | 5  | 15  | 9   | 15  | 0  | 12  | 12  | 13  | 0   | 1   | 15  | 11  | 8   | 160   |

gebruikte afkortingen voor woiwodschappen:

DŚ: Dolnośląskie (Neder-Silezië), KP: Kujawsko-Pomorskie (Koejavië-Pommeren), LB: Lubelskie, LS: Lubuskie,
 ŁD: Łódzkie, MP: Małopolskie (Klein-Polen), MZ: Mazowieckie (Mazovië), OP: Opolskie,
 PK: Podkarpackie (Subkarpaten), PL: Podlaskie (Podlachië), PM: Pomorskie (Pommeren), ŚL: Śląskie (Silezië),
 ŚK: Świętokrzyskie, WM: Warmińsko-Mazurskie (Ermland-Mazurië), WP: Wielkopolskie (Groot-Polen), ZP: Zachodniopomorskie (West-Pommeren).
gebruikte afkortingen voor type gmina:

m: miejska, mw: miejsko-wiejska, w: wiejska

### A
| - Abramów (w, LB) - Adamów (gemeente in powiat Łukowski) (w, LB) - Adamów (gemeente in powiat Zamojski) (w, LB) - Adamówka (w, PK) - Aleksandrów (gemeente in powiat Biłgorajski) (w, LB) | - Aleksandrów (gemeente in powiat Piotrkowski) (w, ŁD) - Aleksandrów Kujawski (m, KP) - Aleksandrów Kujawski (w, KP) - Aleksandrów Łódzki (mw, ŁD) | - Alwernia (mw, MP) - Andrespol (w, ŁD) - Andrychów (mw, MP) - Andrzejewo (w, MZ) - Annopol (mw, LB) - Augustów (m, PL) - Augustów (w, PL) |

   (terug naar index)

### B
| - Babiak (w, WP) - Babice (w, MP) - Babimost (mw, LS) - Baborów (mw, OP) - Baboszewo (w, MZ) - Baćkowice (w, ŚK) - Bakałarzewo (w, PL) - Baligród (w, PK) - Bałtów (w, ŚK) - Banie (w, ZP) - Banie Mazurskie (w, WM) - Baranowo (w, MZ) - Baranów (gemeente in powiat Grodziski) (w, MZ) - Baranów (gemeente in powiat Kępiński) (w, WP) - Baranów (gemeente in powiat Puławski) (w, LB) - Baranów Sandomierski (mw, PK) - Barciany (w, WM) - Barcin (mw, KP) - Barczewo (mw, WM) - Bardo (Polen) (mw, DŚ) - Bargłów Kościelny (w, PL) - Barlinek (mw, ZP) - Bartniczka (w, KP) - Bartoszyce (m, WM) - Bartoszyce (w, WM) - Baruchowo (w, KP) - Barwice (mw, ZP) - Batorz (w, LB) - Bądkowo (w, KP) - Bedlno (w, ŁD) - Bejsce (w, ŚK) - Belsk Duży (w, MZ) - Bełchatów (m, ŁD) - Bełchatów (w, ŁD) - Bełżec (w, LB) - Bełżyce (mw, LB) - Besko (w, PK) - Bestwina (w, ŚL) - Będków (w, ŁD) - Będzin (m, ŚL) - Będzino (w, ZP) - Biała (gemeente in powiat Prudnicki) (mw, OP) - Biała (gemeente in powiat Wieluński) (w, ŁD) - Biała Piska (mw, WM) - Biała Podlaska (m, LB) - Biała Podlaska (w, LB) - Biała Rawska (mw, ŁD) - Białaczów (w, ŁD) - Białe Błota (w, KP) - Białobrzegi (gemeente in powiat Białobrzeski) (mw, MZ) - Białobrzegi (gemeente in powiat Łańcucki) (w, PK) - Białogard (m, ZP) - Białogard (w, ZP) - Białopole (w, LB) - Białośliwie (w, WP) - Białowieża (w, PL) - Biały Bór (mw, ZP) - Biały Dunajec (w, MP) - Białystok (m, PL) - Biecz (mw, MP) - Bielany (w, MZ) - Bielawa (m, DŚ) - Bielawy (w, ŁD) - Bielice (w, ZP) - Bieliny (w, ŚK) - Bielsk (w, MZ) | - Bielsk Podlaski (m, PL) - Bielsk Podlaski (w, PL) - Bielsko-Biała (m, ŚL) - Bierawa (w, OP) - Bieruń (m, ŚL) - Bierutów (mw, DŚ) - Bierzwnik (w, ZP) - Biesiekierz (w, ZP) - Bieżuń (mw, MZ) - Biłgoraj (m, LB) - Biłgoraj (w, LB) - Bircza (w, PK) - Biskupice (w, MP) - Biskupiec (gemeente in powiat Nowomiejski) (w, WM) - Biskupiec (gemeente in powiat Olsztyński) (mw, WM) - Biszcza (w, LB) - Bisztynek (mw, WM) - Blachownia (mw, ŚL) - Bledzew (w, LS) - Blizanów (w, WP) - Bliżyn (w, ŚK) - Błaszki (mw, ŁD) - Błażowa (mw, PK) - Błędów (w, MZ) - Błonie (mw, MZ) - Bobolice (mw, ZP) - Bobowa (w, MP) - Bobowo (w, PM) - Bobrowice (w, LS) - Bobrowniki (gemeente in powiat Będziński) (w, ŚL) - Bobrowniki (gemeente in powiat Lipnowski) (w, KP) - Bobrowo (w, KP) - Bochnia (m, MP) - Bochnia (w, MP) - Boćki (w, PL) - Bodzanów (w, MZ) - Bodzechów (w, ŚK) - Bodzentyn (mw, ŚK) - Bogatynia (mw, DŚ) - Bogdaniec (w, LS) - Bogoria (w, ŚK) - Boguchwała (w, PK) - Boguszów-Gorce (m, DŚ) - Boguty-Pianki (w, MZ) - Bojadła (w, LS) - Bojanowo (mw, WP) - Bojanów (w, PK) - Bojszowy (w, ŚL) - Bolesław (gemeente in powiat Dąbrowski) (w, MP) - Bolesław (gemeente in powiat Olkuski) (w, MP) - Bolesławiec (m, DŚ) - Bolesławiec (gemeente in powiat Bolesławiecki) (w, DŚ) - Bolesławiec (gemeente in powiat Wieruszowski) (w, ŁD) - Boleszkowice (w, ZP) - Bolimów (w, ŁD) - Bolków (mw, DŚ) - Boniewo (w, KP) - Borek Wielkopolski (mw, WP) - Borki (w, LB) - Borkowice (w, MZ) - Borne Sulinowo (mw, ZP) - Boronów (w, ŚL) - Borowa (w, PK) - Borowie (w, MZ) - Borów (w, DŚ) - Borzechów (w, LB) | - Borzęcin (w, MP) - Borzytuchom (w, PM) - Bralin (w, WP) - Branice (w, OP) - Braniewo (m, WM) - Braniewo (w, WM) - Brańsk (m, PL) - Brańsk (w, PL) - Brańszczyk (w, MZ) - Brąszewice (w, ŁD) - Brenna (w, ŚL) - Brochów (w, MZ) - Brodnica (m, KP) - Brodnica (gemeente in powiat Brodnicki) (w, KP) - Brodnica (gemeente in powiat Śremski) (w, WP) - Brody (gemeente in powiat Starachowicki) (w, ŚK) - Brody (gemeente in powiat Żarski) (w, LS) - Brojce (w, ZP) - Brok (mw, MZ) - Brójce (w, ŁD) - Brudzeń Duży (w, MZ) - Brudzew (w, WP) - Brusy (mw, PM) - Brwinów (mw, MZ) - Brzeg (m, OP) - Brzeg Dolny (mw, DŚ) - Brzesko (mw, MP) - Brzeszcze (mw, MP) - Brześć Kujawski (mw, KP) - Brzeziny (m, ŁD) - Brzeziny (gemeente in powiat Brzeziński) (w, ŁD) - Brzeziny (gemeente in powiat Kaliski) (w, WP) - Brzeźnica (gemeente in powiat Wadowicki) (w, MP) - Brzeźnica (gemeente in powiat Żagański) (w, LS) - Brzeźnio (w, ŁD) - Brzeżno (w, ZP) - Brzostek (w, PK) - Brzozie (w, KP) - Brzozów (mw, PK) - Brzuze (w, KP) - Brzyska (w, PK) - Buczek (w, ŁD) - Buczkowice (w, ŚL) - Budry (w, WM) - Budziszewice (w, ŁD) - Budzów (w, MP) - Budzyń (w, WP) - Buk (mw, WP) - Bukowiec (w, KP) - Bukowina Tatrzańska (w, MP) - Bukowno (m, MP) - Bukowsko (w, PK) - Bulkowo (w, MZ) - Burzenin (w, ŁD) - Busko Zdrój (mw, ŚK) - Bychawa (mw, LB) - Byczyna (mw, OP) - Bydgoszcz (m, KP) - Bystra-Sidzina (w, MP) - Bystrzyca Kłodzka (mw, DŚ) - Bytnica (w, LS) - Bytom (m, ŚL) - Bytom Odrzański (mw, LS) - Bytoń (w, KP) - Bytów (mw, PM) |

   (terug naar index)

### C
| - Cedry Wielkie (w, PM) - Cedynia (mw, ZP) - Cegłów (w, MZ) - Cekcyn (w, KP) - Ceków-Kolonia (w, WP) - Celestynów (w, MZ) - Ceranów (w, MZ) - Cewice (w, PM) - Charsznica (w, MP) - Chąśno (w, ŁD) - Chełm (m, LB) - Chełm (w, LB) - Chełm Śląski (w, ŚL) - Chełmek (mw, MP) - Chełmiec (w, MP) - Chełmno (m, KP) - Chełmno (w, KP) - Chełmża (m, KP) - Chełmża (w, KP) - Chęciny (mw, ŚK) - Chlewiska (w, MZ) - Chłopice (w, PK) - Chmielnik (gemeente in powiat Kielecki) (mw, ŚK) - Chmielnik (gemeente in powiat Rzeszowski) (w, PK) - Chmielno (w, PM) - Choceń (w, KP) - Chocianów (mw, DŚ) - Chociwel (mw, ZP) - Chocz (w, WP) - Choczewo (w, PM) - Chodecz (mw, KP) - Chodel (w, LB) - Chodów (w, WP) - Chodzież (m, WP) - Chodzież (w, WP) - Chojna (mw, ZP) - Chojnice (m, PM) - Chojnice (w, PM) - Chojnów (m, DŚ) - Chojnów (w, DŚ) - Chorkówka (w, PK) - Choroszcz (mw, PL) - Chorzele (mw, MZ) - Chorzów (m, ŚL) | - Choszczno (mw, ZP) - Chotcza (w, MZ) - Chrostkowo (w, KP) - Chrzanów (gemeente in powiat Chrzanowski) (mw, MP) - Chrzanów (gemeente in powiat Janowski) (w, LB) - Chrząstowice (w, OP) - Chrzypsko Wielkie (w, WP) - Chybie (w, ŚL) - Chynów (w, MZ) - Ciasna (w, ŚL) - Ciechanowiec (mw, PL) - Ciechanów (m, MZ) - Ciechanów (w, MZ) - Ciechocin (w, KP) - Ciechocinek (m, KP) - Cielądz (w, ŁD) - Ciepielów (w, MZ) - Ciepłowody (w, DŚ) - Cieszanów (mw, PK) - Cieszków (w, DŚ) - Cieszyn (m, ŚL) - Ciężkowice (mw, MP) - Cisek (w, OP) - Cisna (w, PK) - Cmolas (w, PK) - Cybinka (mw, LS) - Cyców (w, LB) - Czajków (w, WP) - Czaplinek (mw, ZP) - Czarna (gemeente in powiat Bieszczadzki) (w, PK) - Czarna (gemeente in powiat Dębicki) (w, PK) - Czarna (gemeente in powiat Łańcucki) (w, PK) - Czarna Białostocka (mw, PL) - Czarna Dąbrówka (w, PM) - Czarna Woda (m, PM) - Czarne (w, PM) - Czarnia (w, MZ) - Czarnków (m, WP) - Czarnków (w, WP) | - Czarnocin (gemeente in powiat Kazimierski) (w, ŚK) - Czarnocin (gemeente in powiat Piotrkowski) (w, ŁD) - Czarnożyły (w, ŁD) - Czarny Bór (w, DŚ) - Czarny Dunajec (w, MP) - Czastary (w, ŁD) - Czchów (mw, MP) - Czechowice-Dziedzice (mw, ŚL) - Czeladź (m, ŚL) - Czemierniki (w, LB) - Czempiń (mw, WP) - Czeremcha (w, PL) - Czermin (gemeente in powiat Mielecki) (w, PK) - Czermin (gemeente in powiat Pleszewski) (w, WP) - Czernica (w, DŚ) - Czernice Borowe (w, MZ) - Czernichów (gemeente in powiat Krakowski) (w, MP) - Czernichów (gemeente in powiat Żywiecki) (w, ŚL) - Czerniejewo (mw, WP) - Czerniewice (w, ŁD) - Czernikowo (w, KP) - Czersk (mw, PM) - Czerwieńsk (mw, LS) - Czerwin (MZ) - Czerwińsk nad Wisłą (w, MZ) - Czerwionka-Leszczyny (mw, ŚL) - Czerwonak (w, WP) - Czerwonka (w, MZ) - Częstochowa (m, ŚL) - Człopa (mw, ZP) - Człuchów (m, PM) - Człuchów (w, PM) - Czorsztyn (w, MP) - Czosnów (w, MZ) - Czudec (w, PK) - Czyże (w, PL) - Czyżew-Osada (w, PL) |

   (terug naar index)

### Ć
- Ćmielów (mw, ŚK)

   (terug naar index)

### D
| - Daleszyce (mw, ŚK) - Dalików (w, ŁD) - Damasławek (w, WP) - Damnica (w, PM) - Darłowo (m, ZP) - Darłowo (w, ZP) - Daszyna (w, ŁD) - Dąbie (gemeente in powiat Kolski) (mw, WP) - Dąbie (gemeente in powiat Krośnieński) (w, LS) - Dąbrowa (gemeente in powiat Mogileński) (w, KP) - Dąbrowa (gemeente in powiat Opolski) (w, OP) - Dąbrowa Białostocka (mw, PL) - Dąbrowa Biskupia (w, KP) - Dąbrowa Chełmińska (w, KP) - Dąbrowa Górnicza (m, ŚL) - Dąbrowa Tarnowska (mw, MP) - Dąbrowa Zielona (w, ŚL) - Dąbrowice (w, ŁD) - Dąbrówka (w, MZ) - Dąbrówno (w, WM) - Debrzno (mw, PM) - Deszczno (w, LS) - Dębe Wielkie (w, MZ) - Dębica (m, PK) - Dębica (w, PK) - Dęblin (m, LB) - Dębnica Kaszubska (w, PM) - Dębno (gemeente in powiat Brzeski) (w, MP) - Dębno (gemeente in powiat Myśliborski) (mw, ZP) - Dębowa Kłoda (w, LB) - Dębowa Łąka (w, KP) - Dębowiec (gemeente in powiat Cieszyński) (w, ŚL) - Dębowiec (gemeente in powiat Jasielski) (w, PK) | - Długołęka (w, DŚ) - Długosiodło (w, MZ) - Dłutów (w, ŁD) - Dmosin (w, ŁD) - Dobczyce (mw, MP) - Dobiegniew (mw, LS) - Dobra (gemeente in powiat Limanowski) (w, MP) - Dobra (gemeente in powiat Łobez) (mw, ZP) - Dobra (gemeente in powiat Policki) (w, ZP) - Dobra (gemeente in powiat Turecki) (mw, WP) - Dobrcz (w, KP) - Dobre (gemeente in powiat Miński) (w, MZ) - Dobre (gemeente in powiat Radziejowski) (w, KP) - Dobre Miasto (mw, WM) - Dobrodzień (mw, OP) - Dobromierz (w, DŚ) - Dobroń (w, ŁD) - Dobroszyce (w, DŚ) - Dobryszyce (w, ŁD) - Dobrzany (mw, ZP) - Dobrzeń Wielki (w, OP) - Dobrzyca (w, WP) - Dobrzyniewo Duże (w, PL) - Dobrzyń nad Wisłą (mw, KP) - Dolice (w, ZP) - Dolsk (mw, WP) - Dołhobyczów (w, LB) - Domanice (w, MZ) - Domaniewice (w, ŁD) - Domaniów (w, DŚ) - Domaradz (w, PK) - Domaszowice (w, OP) - Dominowo (w, WP) - Dopiewo (w, WP) - Dorohusk (w, LB) - Doruchów (w, WP) | - Dragacz (w, KP) - Drawno (mw, ZP) - Drawsko (w, WP) - Drawsko Pomorskie (mw, ZP) - Drelów (w, LB) - Drezdenko (mw, LS) - Drobin (mw, MZ) - Drohiczyn (mw, PL) - Drużbice (w, ŁD) - Drwinia (w, MP) - Drzewica (mw, ŁD) - Drzycim (w, KP) - Dubeninki (w, WM) - Dubicze Cerkiewne (w, PL) - Dubiecko (w, PK) - Dubienka (w, LB) - Dukla (mw, PK) - Duszniki (w, WP) - Duszniki Zdrój (m, DŚ) - Dwikozy (w, DŚ) - Dydnia (w, PK) - Dygowo (w, ZP) - Dynów (mw, PK) - Dynów (w, PK) - Dywity (w, WM) - Dziadkowice (w, PL) - Dziadowa Kłoda (w, DŚ) - Działdowo (m, WM) - Działdowo (w, WM) - Działoszyce (mw, ŚK) - Działoszyn (mw, ŁD) - Dziemiany (w, PM) - Dzierzążnia (w, MZ) - Dzierzgoń (mw, PM) - Dzierzgowo (w, MZ) - Dzierzkowice (w, LB) - Dzierżoniów (m, DŚ) - Dzierżoniów (w, DŚ) - Dzikowiec (w, PK) - Dziwnów (mw, ZP) - Dzwola (w, LB) - Dźwierzuty (w, WM) |

   (terug naar index)

### E
| - Elbląg (m, WM) | - elbląg (stad) (w, WM) - Ełk (m, WM) | - Ełk (w, WM) |

   (terug naar index)

### F
| - Fabianki (w, KP) - Fajsławice (w, LB) - Fałków (w, ŚK) | - Filipów (w, PL) - Firlej (w, LB) - Frampol (mw, LB) | - Fredropol (w, PK) - Frombork (mw, WM) - Frysztak (w, PK) |

   (terug naar index)

### G
| - Gać (w, PK) - Galewice (w, ŁD) - Garbatka-Letnisko (w, MZ) - Garbów (w, LB) - Gardeja (w, PM) - Garwolin (m, MZ) - Garwolin (w, MZ) - Gaszowice (w, ŚL) - Gawłuszowice (w, PK) - Gaworzyce (w, DŚ) - Gąbin (mw, MZ) - Gąsawa (w, KP) - Gdańsk (m, PM) - Gdów (w, MP) - Gdynia (m, PM) - Giby (w, PL) - Gidle (w, ŁD) - Gielniów (w, MZ) - Gierałtowice (w, ŚL) - Gietrzwałd (w, WM) - Gilowice (w, ŚL) - Gizałki (w, WP) - Giżycko (m, WM) - Giżycko (w, WM) - Glinojeck (mw, MZ) - Gliwice (m, ŚL) - Głogów (m, DŚ) - Głogów (w, DŚ) - Głogów Małopolski (mw, PK) - Głogówek (mw, OP) - Głowaczów (w, MZ) - Głowno (m, ŁD) - Głowno (w, ŁD) - Główczyce (w, PM) - Głubczyce (mw, OP) - Głuchołazy (mw, OP) - Głuchów (w, ŁD) - Głusk (w, LB) - Głuszyca (mw, DŚ) - Gniew (mw, PM) - Gniewino (w, PM) - Gniewkowo (mw, KP) - Gniewoszów (w, MZ) - Gniezno (m, WP) - Gniezno (w, WP) - Gnojnik (w, MP) - Gnojno (w, ŚK) - Goczałkowice Zdrój (w, ŚL) | - Godkowo (w, WM) - Godów (w, ŚL) - Godzianów (w, ŁD) - Godziesze Wielkie (w, WP) - Godziszów (w, LB) - Gogolin (mw, OP) - Golczewo (mw, ZP) - Goleniów (mw, ZP) - Goleszów (w, ŚL) - Golina (mw, WP) - Golub-Dobrzyń (m, KP) - Golub-Dobrzyń (w, KP) - Gołańcz (mw, WP) - Gołcza (w, MP) - Gołdap (mw, WM) - Gołuchów (w, WP) - Gołymin-Ośrodek (w, MZ) - Gomunice (w, ŁD) - Goniądz (mw, PL) - Goraj (w, LB) - Gorlice (m, MP) - Gorlice (w, MP) - Gorzkowice (w, ŁD) - Gorzków (w, LB) - Gorzów Śląski (mw, OP) - Gorzów Wielkopolski (m, LS) - Gorzyce (gemeente in powiat Tarnobrzeski) (w, PK) - Gorzyce (gemeente in powiat Wodzisławski) (w, ŚL) - Gostycyn (w, KP) - Gostynin (m, MZ) - Gostynin (w, MZ) - Gostyń (mw, WP) - Goszczanów (w, ŁD) - Goszczyn (w, MZ) - Gościeradów (w, LB) - Gościno (w, ZP) - Gowarczów (w, ŚK) - Goworowo (w, MZ) - Gozdnica (m, LS) - Gozdowo (w, MZ) - Góra (mw, DŚ) - Góra Kalwaria (mw, MZ) - Góra Świętej Małgorzaty (w, ŁD) - Górno (w, ŚK) - Górowo Iławeckie (m, WM) - Górowo Iławeckie (w, WM) | - Górzno (gemeente in powiat Brodnicki) (mw, KP) - Górzno (gemeente in powiat Garwoliński) (w, MZ) - Górzyca (w, LS) - Gózd (w, MZ) - Grabica (w, ŁD) - Grabowiec (w, LB) - Grabowo (w, PL) - Grabów (w, ŁD) - Grabów nad Pilicą (w, MZ) - Grabów nad Prosną (mw, WP) - Grajewo (m, PL) - Grajewo (w, PL) - Granowo (w, WP) - Grębków (w, MZ) - Grębocice (w, DŚ) - Gręboszów (w, MP) - Grębów (w, PK) - Grodków (mw, OP) - Grodziczno (w, WM) - Grodziec (w, WP) - Grodzisk (w, PL) - Grodzisk Mazowiecki (mw, MZ) - Grodzisk Wielkopolski (mw, WP) - Grodzisko Dolne (w, PK) - Gromadka (w, DŚ) - Gromnik (w, MP) - Gronowo Elbląskie (w, WM) - Gródek (w, PL) - Gródek nad Dunajcem (w, MP) - Grójec (mw, MZ) - Grudusk (w, MZ) - Grudziądz (m, KP) - Grudziądz (w, KP) - Grunwald (w, WM) - Gruta (w, KP) - Grybów (m, MP) - Grybów (w, MP) - Gryfice (mw, ZP) - Gryfino (mw, ZP) - Gryfów Śląski (mw, DŚ) - Grzegorzew (w, WP) - Grzmiąca (w, ZP) - Gubin (m, LS) - Gubin (w, LS) - Gzy (w, MZ) |

   (terug naar index)

### H
| - Haczów (w, PK) - Hajnówka (m, PL) - Hajnówka (w, PL) - Halinów (mw, MZ) - Hanna (w, LB) | - Hańsk (w, LB) - Harasiuki (w, PK) - Hażlach (w, ŚL) - Hel (m, PM) - Herby (w, ŚL) - Horodło (w, LB) | - Horyniec Zdrój (w, PK) - Hrubieszów (m, LB) - Hrubieszów (w, LB) - Huszlew (w, MZ) - Hyżne (w, PK) |

   (terug naar index)

### I
| - Igołomia-Wawrzeńczyce (w, MP) - Iława (m, WM) - Iława (w, WM) - Iłowa (mw, LS) - Iłowo-Osada (w, WM) - Iłów (w, MZ) - Iłża (mw, MZ) | - Imielin (m, ŚL) - Imielno (w, ŚK) - Inowłódz (w, ŁD) - Inowrocław (m, KP) - Inowrocław (w, KP) - Ińsko (mw, ZP) - Irządze (w, ŚL) - Istebna (w, ŚL) - Iwaniska (w, ŚK) | - Iwanowice (w, MP) - Iwierzyce (w, PK) - Iwkowa (w, MP) - Iwonicz Zdrój (mw, PK) - Izabelin (w, MZ) - Izbica (w, LB) - Izbica Kujawska (mw, KP) - Izbicko (w, OP) |

   (terug naar index)

### J
| - Jabłonka (MP) - Jabłonna (gemeente in powiat Legionowski) (w, MZ) - Jabłonna (gemeente in powiat Lubelski) (w, LB) - Jabłonna Lacka (w, MZ) - Jabłonowo Pomorskie (mw, KP) - Jabłoń (w, LB) - Jadów (w, MZ) - Jaktorów (w, MZ) - Jakubów (w, MZ) - Janikowo (mw, KP) - Janowice Wielkie (w, DŚ) - Janowiec (w, LB) - Janowiec Kościelny (w, WM) - Janowiec Wielkopolski (mw, KP) - Janowo (w, WM) - Janów (gemeente in powiat Częstochowski) (w, ŚL) - Janów (gemeente in powiat Sokólski) (w, PL) - Janów Lubelski (mw, LB) - Janów Podlaski (w, LB) - Jaraczewo (w, WP) - Jarczów (w, LB) - Jarocin (gemeente in powiat Jarociński) (mw, WP) | - Jarocin (gemeente in powiat Niżański) (w, PK) - Jarosław (m, PK) - Jarosław (w, PK) - Jasienica (w, ŚL) - Jasienica Rosielna (w, PK) - Jasieniec (w, MZ) - Jasień (mw, LS) - Jasionówka (w, PL) - Jasło (m, PK) - Jasło (w, PK) - Jastarnia (m, PM) - Jastków (w, LB) - Jastrowie (mw, WP) - Jastrząb (w, MZ) - Jastrzębia (w, MZ) - Jastrzębie Zdrój (m, ŚL) - Jaświły (w, PL) - Jawor (m, DŚ) - Jawornik Polski (w, PK) - Jaworze (w, ŚL) - Jaworzno (m, ŚL) - Jaworzyna Śląska (mw, DŚ) - Jedlicze (mw, PK) - Jedlina Zdrój (m, DŚ) - Jedlińsk (w, MZ) - Jedlnia-Letnisko (w, MZ) - Jednorożec (w, MZ) - Jedwabne (mw, PL) - Jedwabno (w, WM) | - Jejkowice (w, ŚL) - Jelcz-Laskowice (mw, DŚ) - Jelenia Góra (m, DŚ) - Jeleniewo (w, PL) - Jeleśnia (w, ŚL) - Jemielnica (w, OP) - Jemielno (w, DŚ) - Jerzmanowa (w, DŚ) - Jerzmanowice-Przeginia (w, MP) - Jeziora Wielkie (w, KP) - Jeziorany (mw, WM) - Jeziorzany (w, LB) - Jeżewo (w, KP) - Jeżowe (w, PK) - Jeżów (w, ŁD) - Jeżów Sudecki (w, DŚ) - Jędrzejów (mw, ŚK) - Jodłowa (w, PK) - Jodłownik (w, MP) - Joniec (w, MZ) - Jonkowo (w, WM) - Jordanów (m, MP) - Jordanów (w, MP) - Jordanów Śląski (w, DŚ) - Józefów (m, MZ) - Józefów (mw, LB) - Józefów nad Wisłą (w, LB) - Juchnowiec Kościelny (w, PL) - Jutrosin (mw, WP) |

   (terug naar index)

### K
| - Kaczory (w, WP) - Kadzidło (w, MZ) - Kalety (m, ŚL) - Kalinowo (w, WM) - Kaliska (w, PM) - Kalisz (m, WP) - Kalisz Pomorski (mw, ZP) - Kalwaria Zebrzydowska (mw, MP) - Kałuszyn (mw, MZ) - Kamienica (w, MP) - Kamienica Polska (w, ŚL) - Kamieniec (w, WP) - Kamieniec Ząbkowicki (w, DŚ) - Kamienna Góra (m, DŚ) - Kamienna Góra (w, DŚ) - Kamiennik (w, OP) - Kamień (gemeente in powiat Chełmski) (w, LB) - Kamień (gemeente in powiat Rzeszowski) (w, PK) - Kamień Krajeński (mw, KP) - Kamień Pomorski (mw, ZP) - Kamieńsk (mw, ŁD) - Kamionka (w, LB) - Kamionka Wielka (w, MP) - Kampinos (w, MZ) - Kańczuga (mw, PK) - Karczew (mw, MZ) - Karczmiska (w, LB) - Kargowa (mw, LS) - Karlino (mw, ZP) - Karnice (w, ZP) - Karniewo (w, MZ) - Karpacz (m, DŚ) - Karsin (w, PM) - Kartuzy (mw, PM) - Katowice (m, ŚL) - Kawęczyn (w, WP) - Kazanów (w, MZ) - Kazimierz Biskupi (w, WP) - Kazimierz Dolny (mw, LB) - Kazimierza Wielka (mw, ŚK) - Kaźmierz (w, WP) - Kąkolewnica Wschodnia (w, LB) - Kąty Wrocławskie (mw, DŚ) - Kcynia (mw, KP) - Kędzierzyn-Koźle (m, OP) - Kępice (mw, PM) - Kępno (mw, WP) - Kęsowo (w, KP) - Kętrzyn (m, WM) - Kętrzyn (w, WM) - Kęty (mw, MP) - Kielce (m, ŚK) - Kiełczygłów (w, ŁD) - Kiernozia (w, ŁD) - Kietrz (mw, OP) - Kije (w, ŚK) - Kijewo Królewskie (w, KP) - Kikół (w, KP) - Kisielice (mw, WM) - Kiszkowo (w, WP) - Kiwity (w, WM) - Kleczew (mw, WP) - Klembów (w, MZ) - Kleszczele (mw, PL) - Kleszczewo (w, WP) - Kleszczów (w, ŁD) - Klimontów (w, ŚK) - Klonowa (w, ŁD) - Kluczbork (mw, OP) - Klucze (w, MP) - Kluczewsko (w, ŚK) - Kluki (w, ŁD) - Klukowo (w, PL) - Klwów (w, MZ) - Kłaj (w, MP) - Kłecko (mw, WP) - Kłobuck (mw, ŚL) - Kłoczew (w, LB) - Kłodawa (gemeente in powiat Gorzowski) (w, LS) - Kłodawa (gemeente in powiat Kolski) (mw, WP) - Kłodzko (m, DŚ) - Kłodzko (w, DŚ) - Kłomnice (w, ŚL) - Knurów (m, ŚL) | - Knyszyn (mw, PL) - Kobiele Wielkie (w, ŁD) - Kobierzyce (w, DŚ) - Kobiór (w, ŚL) - Kobyla Góra (w, WP) - Kobylanka (w, ZP) - Kobylin (mw, WP) - Kobylin-Borzymy (w, PL) - Kobylnica (w, PM) - Kobyłka (m, MZ) - Kochanowice (w, ŚL) - Kocierzew Południowy (w, ŁD) - Kock (mw, LB) - Kocmyrzów-Luborzyca (w, MP) - Koczała (w, PM) - Kodeń (w, LB) - Kodrąb (w, ŁD) - Kolbudy (w, PM) - Kolbuszowa (mw, PK) - Kolno (m, PL) - Kolno (gemeente in powiat Kolneński) (w, PL) - Kolno (gemeente in powiat Olsztyński) (w, WM) - Kolonowskie (mw, OP) - Kolsko (w, LS) - Koluszki (mw, ŁD) - Kołaczkowo (w, WP) - Kołaczyce (w, PK) - Kołaki Kościelne (w, PL) - Kołbaskowo (w, ZP) - Kołbiel (w, MZ) - Kołczygłowy (w, PM) - Koło (m, WP) - Koło (w, WP) - Kołobrzeg (m, ZP) - Kołobrzeg (w, ZP) - Komańcza (w, PK) - Komarówka Podlaska (w, LB) - Komarów-Osada (w, LB) - Komorniki (w, WP) - Komprachcice (w, OP) - Konarzyny (w, PM) - Kondratowice (w, DŚ) - Koneck (w, KP) - Koniecpol (mw, ŚL) - Konin (m, WP) - Koniusza (w, MP) - Konopiska (w, ŚL) - Konopnica (gemeente in powiat Lubelski) (w, LB) - Konopnica (gemeente in powiat Wieluński) (w, ŁD) - Konstancin-Jeziorna (mw, MZ) - Konstantynów (w, LB) - Konstantynów Łódzki (m, ŁD) - Końskie (mw, ŚK) - Końskowola (w, LB) - Koprzywnica (mw, ŚK) - Korczew (w, MZ) - Korczyna (w, PK) - Korfantów (mw, OP) - Kornowac (w, ŚL) - Koronowo (mw, KP) - Korsze (mw, WM) - Korycin (w, PL) - Korytnica (w, MZ) - Korzenna (w, MP) - Kosakowo (w, PM) - Kosów Lacki (mw, MZ) - Kostomłoty (w, DŚ) - Kostrzyn (mw, WP) - Kostrzyn nad Odrą (m, LS) - Koszalin (m, ZP) - Koszarawa (w, ŚL) - Koszęcin (w, ŚL) - Koszyce (w, MP) - Kościan (m, WP) - Kościan (w, WP) - Kościelec (w, WP) - Kościelisko (w, MP) - Kościerzyna (m, PM) - Kościerzyna (w, PM) - Kotla (w, DŚ) - Kotlin (w, WP) - Kotuń (w, MZ) - Kowal (m, KP) - Kowal (w, KP) - Kowala (w, MZ) - Kowale Oleckie (w, WM) - Kowalewo Pomorskie (mw, KP) | - Kowary (województwo dolnośląskie) (m, DŚ) - Kowiesy (w, ŁD) - Koziegłowy (mw, ŚL) - Kozielice (w, ZP) - Kozienice (mw, MZ) - Kozłowo (w, WM) - Kozłów (w, MP) - Kozy (w, ŚL) - Koźmin Wielkopolski (mw, WP) - Koźminek (w, WP) - Kożuchów (mw, LS) - Kórnik (mw, WP) - Krajenka (mw, WP) - Kraków (m, MP) - Kramsk (w, WP) - Krapkowice (mw, OP) - Krasiczyn (w, PK) - Krasne (gemeente in powiat Przasnyski) (w, MZ) - Krasne (gemeente in powiat Rzeszowski) (w, PK) - Krasnobród (mw, LB) - Krasnopol (w, PL) - Krasnosielc (w, MZ) - Krasnystaw (m, LB) - Krasnystaw (w, LB) - Krasocin (w, ŚK) - Kraszewice (w, WP) - Kraśniczyn (w, LB) - Kraśnik (m, LB) - Kraśnik (w, LB) - Krempna (w, PK) - Krobia (mw, WP) - Kroczyce (w, ŚL) - Krokowa (w, PM) - Krosno (m, PK) - Krosno Odrzańskie (mw, LS) - Krościenko nad Dunajcem (w, MP) - Krościenko Wyżne (w, PK) - Krośnice (w, DŚ) - Krośniewice (mw, ŁD) - Krotoszyce (w, DŚ) - Krotoszyn (mw, WP) - Kruklanki (w, WP) - Krupski Młyn (w, ŚL) - Kruszwica (mw, KP) - Kruszyna (w, ŚL) - Krynica Morska (m, PM) - Krynica-Zdrój (mw, MP) - Krynice (w, LB) - Krynki (w, PL) - Krypno (w, PL) - Krzanowice (mw, ŚL) - Krzczonów (w, LB) - Krzemieniewo (w, WP) - Krzepice (mw, ŚL) - Krzeszowice (mw, MP) - Krzeszów (w, PK) - Krzeszyce (w, LS) - Krzęcin (w, ZP) - Krzykosy (w, WP) - Krzymów (w, WP) - Krzynowłoga Mała (w, MZ) - Krzywcza (w, PK) - Krzywda (w, LB) - Krzywiń (mw, WP) - Krzyż Wielkopolski (mw, WP) - Krzyżanowice (w, ŚL) - Krzyżanów (w, ŁD) - Ksawerów (w, ŁD) - Książ Wielki (w, MP) - Książ Wielkopolski (mw, WP) - Książki (w, KP) - Księżpol (w, LB) - Kuczbork-Osada (w, MZ) - Kudowa Zdrój (m, DŚ) - Kulesze Kościelne (w, PL) - Kunice (w, DŚ) - Kunów (mw, ŚK) - Kurów (w, LB) - Kuryłówka (w, PK) - Kurzętnik (w, WM) - Kuślin (w, WP) - Kutno (m, ŁD) - Kutno (w, ŁD) - Kuźnia Raciborska (mw, ŚL) - Kuźnica (w, PL) - Kwidzyn (m, PM) - Kwidzyn (w, PM) - Kwilcz (w, WP) |

   (terug naar index)

### L
| - Lanckorona (w, MP) - Laskowa (w, MP) - Lasowice Wielkie (w, OP) - Laszki (w, PK) - Latowicz (w, MZ) - Lądek (w, WP) - Lądek Zdrój (mw, DŚ) - Legionowo (m, MZ) - Legnica (m, DŚ) - Legnickie Pole (w, DŚ) - Lelis (w, MZ) - Lelkowo (w, WM) - Lelów (w, ŚL) - Leoncin (w, MZ) - Lesko (mw, PK) - Leszno (m, WP) - Leszno (w, MZ) - Lesznowola (w, MZ) - Leśna (mw, DŚ) - Leśna Podlaska (w, LB) - Leśnica (mw, OP) - Leśniowice (w, LB) - Lewin Brzeski (mw, OP) - Lewin Kłodzki (w, DŚ) - Leżajsk (m, PK) - Leżajsk (w, PK) - Lębork (m, PM) - Lędziny (m, ŚL) - Lgota Wielka (w, ŁD) - Libiąż (mw, MP) - Lichnowy (w, PM) - Lidzbark (mw, WM) - Lidzbark Warmiński (m, WM) - Lidzbark Warmiński (w, WM) - Limanowa (m, MP) - Limanowa (w, MP) - Linia (w, PM) | - Liniewo (w, PM) - Lipce Reymontowskie (w, ŁD) - Lipiany (mw, ZP) - Lipie (w, ŚL) - Lipinki (w, MP) - Lipinki Łużyckie (w, LS) - Lipka (w, WP) - Lipnica (w, PM) - Lipnica Murowana (w, MP) - Lipnica Wielka (w, MP) - Lipnik (w, ŚK) - Lipno (m, KP) - Lipno (gemeente in powiat Leszczyński) (w, WP) - Lipno (gemeente in powiat Lipnowski) (w, KP) - Lipowa (w, ŚL) - Lipowiec Kościelny (w, MZ) - Lipsk (mw, PL) - Lipsko (mw, MZ) - Lipusz (w, PM) - Lisewo (w, KP) - Lisia Góra (w, MP) - Lisków (w, WP) - Liszki (w, MP) - Liw (w, MZ) - Lniano (w, KP) - Lubaczów (m, PK) - Lubaczów (w, PK) - Lubanie (w, KP) - Lubań (m, DŚ) - Lubań (w, DŚ) - Lubartów (m, LB) - Lubartów (w, LB) - Lubasz (w, WP) | - Lubawa (m, WM) - Lubawa (w, WM) - Lubawka (mw, DŚ) - Lubenia (w, PK) - Lubichowo (w, PM) - Lubicz (w, KP) - Lubień (w, MP) - Lubień Kujawski (mw, KP) - Lubiewo (w, KP) - Lubin (m, DŚ) - Lubin (w, DŚ) - Lubiszyn (w, LS) - Lublin (m, LB) - Lubliniec (m, ŚL) - Lubniewice (mw, LS) - Lubochnia (w, ŁD) - Lubomia (w, ŚL) - Lubomierz (mw, DŚ) - Lubomino (w, WM) - Luboń (m, WP) - Lubowidz (w, MZ) - Lubraniec (mw, KP) - Lubrza (gemeente in powiat Prudnicki) (w, OP) - Lubrza (gemeente in powiat Świebodziński) (w, LS) - Lubsko (mw, LS) - Lubsza (w, OP) - Lubycza Królewska (w, LB) - Ludwin (w, LB) - Lutocin (w, MZ) - Lutomiersk (w, ŁD) - Lutowiska (w, PK) - Lututów (w, ŁD) - Luzino (w, PM) - Lwówek (mw, WP) - Lwówek Śląski (mw, DŚ) - Lyski (w, ŚL) |

   (terug naar index)

### Ł
| - Łabiszyn (mw, KP) - Łabowa (w, MP) - Łabunie (w, LB) - Ładzice (w, ŁD) - Łagiewniki (w, DŚ) - Łagów (gemeente in powiat Kielecki) (w, ŚK) - Łagów (gemeente in powiat Świebodziński) (w, LS) - Łambinowice (w, OP) - Łanięta (w, ŁD) - Łańcut (m, PK) - Łańcut (w, PK) - Łapanów (w, MP) - Łapsze Niżne (w, MP) - Łapy (mw, PL) - Łasin (mw, KP) - Łask (mw, ŁD) - Łaskarzew (m, MZ) - Łaskarzew (w, MZ) - Łaszczów (w, LB) - Łaziska (w, LB) - Łaziska Górne (m, ŚL) | - Łazy (mw, ŚL) - Łąck (w, MZ) - Łącko (w, MP) - Łączna (w, ŚK) - Łeba (m, PM) - Łęczna (mw, LB) - Łęczyca (m, ŁD) - Łęczyca (w, ŁD) - Łęczyce (w, PM) - Łęka Opatowska (w, WP) - Łękawica (w, ŚL) - Łęki Szlacheckie (w, ŁD) - Łęknica (m, LS) - Łobez (mw, ZP) - Łobżenica (mw, WP) - Łochów (mw, MZ) - Łodygowice (w, ŚL) - Łomazy (w, LB) - Łomianki (mw, MZ) - Łomża (m, PL) - Łomża (w, PL) - Łoniów (w, ŚK) - Łopiennik Górny (w, LB) | - Łopuszno (w, ŚK) - Łosice (mw, MZ) - Łososina Dolna (w, MP) - Łowicz (m, ŁD) - Łowicz (w, ŁD) - Łódź (m, ŁD) - Łubianka (w, KP) - Łubniany (w, OP) - Łubnice (gemeente in powiat Staszowski) (w, ŚK) - Łubnice (gemeente in powiat Wieruszowski) (w, ŁD) - Łubowo (w, WP) - Łukowa (w, LB) - Łukowica (w, MP) - Łuków (m, LB) - Łuków (w, LB) - Łukta (w, WM) - Łużna (w, MP) - Łyse (w, MZ) - Łysomice (w, KP) - Łyszkowice (w, ŁD) |

   (terug naar index)

### M
| - Maciejowice (w, MZ) - Magnuszew (w, MZ) - Majdan Królewski (w, PK) - Maków (w, ŁD) - Maków Mazowiecki (m, MZ) - Maków Podhalański (mw, MP) - Malanów (w, WP) - Malbork (m, PM) - Malbork (w, PM) - Malczyce (w, DŚ) - Malechowo (w, ZP) - Mała Wieś (w, MZ) - Małdyty (w, WM) - Małkinia Górna (w, MZ) - Małogoszcz (mw, ŚK) - Małomice (mw, LS) - Mały Płock (w, PL) - Manowo (w, ZP) - Marcinowice (w, DŚ) - Marciszów (w, DŚ) - Margonin (mw, WP) - Marianowo (w, ZP) - Marki (m, MZ) - Marklowice (w, ŚL) - Markowa (w, PK) - Markuszów (w, WM) - Markusy (w, LB) - Masłowice (w, ŁD) - Masłów (w, ŚK) - Maszewo (gemeente in powiat Goleniowski) (mw, ZP) - Maszewo (gemeente in powiat Krośnieński) (w, LS) - Medyka (w, PK) - Mełgiew (w, LB) - Męcinka (w, DŚ) - Mędrzechów (w, MP) - Miasteczko Krajeńskie (w, WP) - Miasteczko Śląskie (m, ŚL) - Miastko (mw, PM) - Miastkowo (w, PL) - Miastków Kościelny (w, MZ) - Miączyn (w, LB) - Michałowice (gemeente in powiat Krakowski) (w, MP) - Michałowice (gemeente in powiat Pruszkowski) (w, MZ) - Michałowo (w, PL) | - Michałów (w, ŚK) - Michów (w, LB) - Miechów (mw, MP) - Miedziana Góra (w, ŚK) - Miedzichowo (w, WP) - Miedzna (w, MZ) - Miedźna (w, ŚL) - Miedźno (w, ŚL) - Miejsce Piastowe (w, PK) - Miejska Górka (mw, WP) - Mielec (m, PK) - Mielec (w, PK) - Mieleszyn (w, WP) - Mielnik (w, PL) - Mielno (w, ZP) - Mieroszów (mw, DŚ) - Mierzęcice (w, ŚL) - Mieszkowice (mw, ZP) - Mieścisko (w, WP) - Mietków (w, DŚ) - Międzybórz (mw, DŚ) - Międzychód (mw, WP) - Międzylesie (mw, DŚ) - Międzyrzec Podlaski (m, LB) - Międzyrzec Podlaski (w, LB) - Międzyrzecz (mw, LS) - Międzyzdroje (mw, ZP) - Miękinia (w, DŚ) - Mikołajki (mw, WM) - Mikołajki Pomorskie (w, PM) - Mikołów (m, ŚL) - Mikstat (mw, WP) - Milanów (w, LB) - Milanówek (m, MZ) - Milejczyce (w, PL) - Milejewo (w, WM) - Milejów (w, LB) - Milicz (mw, DŚ) - Milówka (w, ŚL) - Miłakowo (mw, WM) - Miłki (w, WM) - Miłkowice (w, DŚ) - Miłomłyn (mw, WM) - Miłoradz (w, PM) - Miłosław (mw, WP) - Mińsk Mazowiecki (m, MZ) - Mińsk Mazowiecki (w, MZ) - Mircze (w, LB) - Mirosławiec (mw, ZP) | - Mirów (w, MZ) - Mirsk (mw, DŚ) - Mirzec (w, ŚK) - Mława (m, MZ) - Młodzieszyn (w, MZ) - Młynary (mw, WM) - Młynarze (w, MZ) - Mniów (w, ŚK) - Mniszków (w, ŁD) - Mochowo (w, MZ) - Modliborzyce (w, LB) - Mogielnica (mw, MZ) - Mogilany (w, MP) - Mogilno (mw, KP) - Mokobody (w, MZ) - Mokrsko (w, ŁD) - Mońki (mw, PL) - Morawica (w, ŚK) - Morąg (mw, WM) - Mordy (mw, MZ) - Moryń (mw, ZP) - Morzeszczyn (w, PM) - Mosina (mw, WP) - Moskorzew (w, ŚK) - Moszczenica (gemeente in powiat Gorlicki) (w, MP) - Moszczenica (gemeente in powiat Piotrkowski) (w, ŁD) - Mrągowo (m, WM) - Mrągowo (w, WM) - Mrocza (mw, KP) - Mrozy (w, MZ) - Mstów (w, ŚL) - Mszana (w, ŚL) - Mszana Dolna (m, MP) - Mszana Dolna (w, MP) - Mszczonów (mw, MZ) - Mściwojów (w, DŚ) - Mucharz (w, MP) - Murowana Goślina (mw, WP) - Murów (w, OP) - Muszyna (mw, MP) - Mycielin (w, WP) - Mykanów (w, ŚL) - Mysłakowice (w, DŚ) - Mysłowice (m, ŚL) - Myszków (m, ŚL) - Myszyniec (mw, MZ) - Myślenice (mw, MP) - Myślibórz (mw, ZP) |

   (terug naar index)

### N
| - Nadarzyn (w, MZ) - Nagłowice (w, ŚK) - Nakło nad Notecią (mw, KP) - Nałęczów (mw, LB) - Namysłów (mw, OP) - Narew (Podlachië) (w, PL) - Narewka (w, PL) - Narol (mw, PK) - Naruszewo (w, MZ) - Nasielsk (mw, MZ) - Nawojowa (w, MP) - Nekla (mw, WP) - Nędza (w, ŚL) - Nidzica (mw, WM) - Nieborów (w, ŁD) - Niebylec (w, PK) - Niechanowo (w, WP) - Niechlów (w, DŚ) - Niedrzwica Duża (w, LB) - Niedźwiada (w, LB) - Niedźwiedź (w, MP) - Niegosławice (w, LS) - Niegowa (w, ŚL) - Nielisz (w, LB) - Niemce (w, LB) - Niemcza (mw, DŚ) - Niemodlin (mw, OP) - Niepołomice (mw, MP) - Nieporęt (w, MZ) - Nieszawa (m, KP) | - Nisko (mw, PK) - Niwiska (w, PK) - Nowa Brzeźnica (w, ŁD) - Nowa Dęba (mw, PK) - Nowa Karczma (w, PM) - Nowa Ruda (m, DŚ) - Nowa Ruda (w, DŚ) - Nowa Sarzyna (mw, PK) - Nowa Słupia (ŚK) - Nowa Sól (m, LS) - Nowa Sól (w, LS) - Nowa Sucha (w, MZ) - Nowa Wieś Lęborska (w, PM) - Nowa Wieś Wielka (w, KP) - Nowe (mw, KP) - Nowe Brzesko (w, MP) - Nowe Miasteczko (mw, LS) - Nowe Miasto (w, MZ) - Nowe Miasto Lubawskie (m, WM) - Nowe Miasto Lubawskie (w, WM) - Nowe Miasto nad Pilicą (mw, MZ) - Nowe Miasto nad Wartą (w, WP) - Nowe Ostrowy (w, ŁD) - Nowe Piekuty (w, PL) | - Nowe Skalmierzyce (mw, WP) - Nowe Warpno (mw, ZP) - Nowinka (w, PL) - Nowodwór (w, LB) - Nowogard (mw, ZP) - Nowogrodziec (mw, DŚ) - Nowogród (mw, PL) - Nowogród Bobrzański (mw, LS) - Nowogródek Pomorski (w, ZP) - Nowosolna (w, ŁD) - Nowy Duninów (w, MZ) - Nowy Dwór (w, PL) - Nowy Dwór Gdański (mw, PM) - Nowy Dwór Mazowiecki (m, MZ) - Nowy Kawęczyn (w, ŁD) - Nowy Korczyn (w, ŚK) - Nowy Sącz (m, MP) - Nowy Staw (mw, PM) - Nowy Targ (m, MP) - Nowy Targ (w, MP) - Nowy Tomyśl (mw, WP) - Nowy Wiśnicz (mw, MP) - Nowy Żmigród (w, PK) - Nozdrzec (w, PK) - Nur (w, MZ) - Nurzec-Stacja (w, PL) - Nysa (Polen) (mw, OP) |

   (terug naar index)

### O
| - Oborniki (mw, WP) - Oborniki Śląskie (mw, DŚ) - Obrazów (w, ŚK) - Obrowo (w, KP) - Obryte (w, MZ) - Obrzycko (m, WP) - Obrzycko (w, WP) - Obsza (w, LB) - Ochotnica Dolna (w, MP) - Odolanów (mw, WP) - Odrzywół (w, MZ) - Ogrodzieniec (mw, ŚL) - Ojrzeń (w, MZ) - Okonek (mw, WP) - Oksa (w, ŚK) - Olecko (mw, WM) - Olesno (gemeente in powiat Dąbrowski) (w, MP) - Olesno (gemeente in powiat Oleski) (mw, OP) - Oleszyce (mw, PK) - Oleśnica (m, DŚ) - Oleśnica (gemeente in powiat Oleśnicki) (w, DŚ) - Oleśnica (gemeente in powiat Staszowski) (w, ŚK) - Olkusz (mw, MP) - Olszanica (w, PK) - Olszanka (gemeente in powiat Brzeski) (w, OP) - Olszanka (gemeente in powiat Łosicki) (w, MZ) - Olszewo-Borki (w, MZ) - Olszówka (w, WP) - Olsztyn (m, WM) - Olsztyn (w, ŚL) - Olsztynek (mw, WM) - Olszyna (mw, DŚ) | - Oława (m, DŚ) - Oława (w, DŚ) - Opalenica (mw, WP) - Opatowiec (w, ŚK) - Opatów (gemeente in powiat Kłobucki) (w, ŚL) - Opatów (gemeente in powiat Opatowski) (mw, ŚK) - Opatówek (w, WP) - Opinogóra Górna (w, MZ) - Opoczno (mw, ŁD) - Opole (m, OP) - Opole Lubelskie (mw, LB) - Oporów (w, ŁD) - Orchowo (w, WP) - Orla (w, PL) - Orły (w, PK) - Orneta (mw, WM) - Ornontowice (w, ŚL) - Orońsko (w, MZ) - Orzesze (m, ŚL) - Orzysz (mw, WM) - Osie (w, KP) - Osieck (w, MZ) - Osieczna (gemeente in powiat Leszczyński) (mw, WP) - Osieczna (gemeente in powiat Starogardzki) (w, PM) - Osiecznica (w, DŚ) - Osiek (gemeente in powiat Brodnicki) (w, KP) - Osiek (gemeente in powiat Oświęcimski) (w, MP) - Osiek (gemeente in powiat Starogardzki) (w, PM) - Osiek (gemeente in powiat Staszowski) (mw, ŚK) - Osiek Jasielski (w, PK) | - Osiek Mały (w, WP) - Osielsko (w, KP) - Osięciny (w, KP) - Osina (w, ZP) - Osjaków (w, ŁD) - Ostaszewo (w, PM) - Ostrołęka (m, MZ) - Ostroróg (mw, WP) - Ostrowice (w, ZP) - Ostrowiec Świętokrzyski (m, ŚK) - Ostrowite (w, WP) - Ostróda (m, WM) - Ostróda (w, WM) - Ostrów (w, PK) - Ostrów Lubelski (mw, LB) - Ostrów Mazowiecka (m, MZ) - Ostrów Mazowiecka (w, MZ) - Ostrów Wielkopolski (m, WP) - Ostrów Wielkopolski (w, WP) - Ostrówek (gemeente in powiat Lubartowski) (w, LB) - Ostrówek (gemeente in powiat Wieluński) (w, ŁD) - Ostrzeszów (mw, WP) - Ośno Lubuskie (mw, LS) - Oświęcim (m, MP) - Oświęcim (w, MP) - Otmuchów (mw, OP) - Otwock (m, MZ) - Otyń (w, LS) - Ozimek (mw, OP) - Ozorków (m, ŁD) - Ozorków (w, ŁD) - Ożarowice (w, ŚL) - Ożarów (mw, ŚK) - Ożarów Mazowiecki (mw, MZ) |

   (terug naar index)

### P
| - Pabianice (m, ŁD) - Pabianice (w, ŁD) - Pacanów (w, ŚK) - Pacyna (w, MZ) - Paczków (mw, OP) - Padew Narodowa (w, PK) - Pajęczno (mw, ŁD) - Pakosław (w, WP) - Pakosławice (w, OP) - Pakość (mw, KP) - Pałecznica (w, MP) - Panki (w, ŚL) - Papowo Biskupie (w, KP) - Paprotnia (w, MZ) - Paradyż (w, ŁD) - Parchowo (w, PM) - Parczew (mw, LB) - Parysów (w, MZ) - Parzęczew (w, ŁD) - Pasłęk (mw, WM) - Pasym (mw, WM) - Paszowice (w, DŚ) - Pawłosiów (w, PK) - Pawłowice (w, ŚL) - Pawłowiczki (w, OP) - Pawłów (w, ŚK) - Pawonków (w, ŚL) - Pątnów (w, ŁD) - Pcim (w, MP) - Pelplin (mw, PM) - Pełczyce (mw, ZP) - Perlejewo (w, PL) - Perzów (w, WP) - Pęcław (w, DŚ) - Pęczniew (w, ŁD) - Pępowo (w, WP) - Piaseczno (mw, MZ) - Piaski (gemeente in powiat Gostyński) (w, WP) - Piaski (gemeente in powiat Świdnicki) (mw, LB) - Piastów (m, MZ) - Piątek (w, ŁD) - Piątnica (w, PL) - Piechowice (m, DŚ) - Piecki (w, WM) - Piekary Śląskie (m, ŚL) - Piekoszów (w, ŚK) - Pielgrzymka (w, DŚ) - Pieniężno (mw, WM) - Pieńsk (mw, DŚ) - Pierzchnica (w, ŚK) - Pieszyce (m, DŚ) - Pietrowice Wielkie (w, ŚL) - Pilawa (mw, MZ) - Pilchowice (w, ŚL) - Pilica (mw, ŚL) - Pilzno (mw, PK) - Piła (m, WP) - Piława Górna (m, DŚ) - Pińczów (mw, ŚK) - Pionki (m, MZ) - Pionki (w, MZ) | - Piotrków Kujawski (mw, KP) - Piotrków Trybunalski (m, ŁD) - Pisz (mw, WM) - Piszczac (w, LB) - Piwniczna Zdrój (mw, MP) - Platerów (w, MZ) - Platerówka (w, DŚ) - Pleszew (mw, WP) - Pleśna (w, MP) - Płaska (w, PL) - Płock (m, MZ) - Płoniawy-Bramura (w, MZ) - Płońsk (m, MZ) - Płońsk (w, MZ) - Płoskinia (w, WM) - Płośnica (w, WM) - Płoty (mw, ZP) - Płużnica (w, KP) - Pniewy (gemeente in powiat Grójecki) (w, MZ) - Pniewy (gemeente in powiat Szamotulski) (mw, WP) - Pobiedziska (mw, WP) - Poczesna (w, ŚL) - Poddębice (mw, ŁD) - Podedwórze (w, LB) - Podegrodzie (w, MP) - Podgórzyn (w, DŚ) - Podkowa Leśna (m, MZ) - Pogorzela (mw, WP) - Pokój (w, OP) - Pokrzywnica (w, MZ) - Polanica Zdrój (m, DŚ) - Polanka Wielka (w, MP) - Polanów (mw, ZP) - Police (mw, ZP) - Policzna (w, MZ) - Polkowice (mw, DŚ) - Polska Cerekiew (w, OP) - Połajewo (w, WP) - Połaniec (mw, ŚK) - Połczyn Zdrój (mw, ZP) - Pomiechówek (w, MZ) - Poniatowa (mw, LB) - Poniec (mw, WP) - Popielów (w, OP) - Popów (w, ŚL) - Poraj (w, ŚL) - Porąbka (w, ŚL) - Poręba (m, ŚL) - Poronin (w, MP) - Postomino (w, ZP) - Poświętne (gemeente in powiat Białostocki) (w, PL) - Poświętne (gemeente in powiat Opoczyński) (w, ŁD) - Poświętne (gemeente in powiat Wołomiński) (w, MZ) - Potęgowo (w, PM) - Potok Górny (w, LB) - Potok Wielki (w, LB) - Potworów (w, MZ) - Powidz (w, WP) - Pozezdrze (w, WM) | - Poznań (m, WP) - Prabuty (mw, PM) - Praszka (mw, OP) - Prażmów (w, MZ) - Prochowice (mw, DŚ) - Promna (w, MZ) - Prostki (w, WM) - Proszowice (mw, MP) - Prószków (mw, OP) - Pruchnik (w, PK) - Prudnik (mw, OP) - Prusice (Polen) (mw, DŚ) - Pruszcz (w, KP) - Pruszcz Gdański (m, PM) - Pruszcz Gdański (w, PM) - Pruszków (m, MZ) - Przasnysz (m, MZ) - Przasnysz (w, MZ) - Przechlewo (w, PM) - Przeciszów (w, MP) - Przecław (w, PK) - Przedbórz (mw, ŁD) - Przedecz (mw, WP) - Przelewice (w, ZP) - Przemęt (w, WP) - Przemków (mw, DŚ) - Przemyśl (m, PK) - Przemyśl (w, PK) - Przerośl (w, PL) - Przesmyki (w, MZ) - Przeworno (w, DŚ) - Przeworsk (m, PK) - Przeworsk (w, PK) - Przewóz (w, LS) - Przodkowo (w, PM) - Przybiernów (w, ZP) - Przygodzice (w, WP) - Przykona (w, WP) - Przyłęk (w, MZ) - Przyrów (w, ŚL) - Przystajń (w, ŚL) - Przysucha (mw, MZ) - Przytoczna (w, LS) - Przytuły (w, PL) - Przytyk (w, MZ) - Przywidz (w, PM) - Psary (w, ŚL) - Pszczew (w, LS) - Pszczółki (w, PM) - Pszczyna (mw, ŚL) - Pszów (m, ŚL) - Puchaczów (w, LB) - Puck (m, PM) - Puck (Polen) (w, PM) - Puławy (m, LB) - Puławy (w, LB) - Pułtusk (mw, MZ) - Puńsk (w, PL) - Purda (w, WM) - Puszcza Mariańska (w, MZ) - Puszczykowo (m, WP) - Pyrzyce (mw, ZP) - Pyskowice (m, ŚL) - Pysznica (w, PK) - Pyzdry (mw, WP) |

   (terug naar index)

### R
| - Raba Wyżna (w, MP) - Rabka-Zdrój (mw, MP) - Rachanie (w, LB) - Raciąż (m, MZ) - Raciąż (w, MZ) - Raciążek (w, KP) - Racibórz (m, ŚL) - Raciechowice (w, MP) - Racławice (w, MP) - Raczki (w, PL) - Radecznica (w, LB) - Radgoszcz (w, MP) - Radków (gemeente in powiat Kłodzki) (mw, DŚ) - Radków (gemeente in powiat Włoszczowski) (w, ŚK) - Radlin (m, ŚL) - Radłów (gemeente in powiat Oleski) (w, OP) - Radłów (gemeente in powiat Tarnowski) (w, MP) - Radom (m, MZ) - Radomin (w, KP) - Radomsko (m, ŁD) - Radomsko (w, ŁD) - Radomyśl nad Sanem (w, PK) - Radomyśl Wielki (mw, PK) - Radoszyce (w, ŚK) - Radowo Małe (w, ZP) - Radwanice (w, DŚ) - Radymno (m, PK) - Radymno (w, PK) - Radzanowo (w, MZ) - Radzanów (gemeente in powiat Białobrzeski) (w, MZ) - Radzanów (gemeente in powiat Mławski) (w, MZ) - Radziechowy-Wieprz (w, ŚL) - Radziejowice (w, MZ) - Radziejów (m, KP) - Radziejów (w, KP) - Radziemice (w, MP) - Radziłów (w, PL) - Radzionków (m, ŚL) - Radzymin (mw, MZ) - Radzyń Chełmiński (mw, KP) - Radzyń Podlaski (m, LB) - Radzyń Podlaski (w, LB) - Rajcza (w, ŚL) - Rajgród (mw, PL) | - Rakoniewice (mw, WP) - Raków (w, ŚK) - Rakszawa (w, PK) - Raniżów (w, PK) - Raszków (mw, WP) - Raszyn (w, MZ) - Rawa Mazowiecka (m, ŁD) - Rawa Mazowiecka (w, ŁD) - Rawicz (mw, WP) - Rąbino (w, ZP) - Recz (mw, ZP) - Reda (m, PM) - Regimin (w, MZ) - Regnów (w, ŁD) - Rejowiec (w, LB) - Rejowiec Fabryczny (m, LB) - Rejowiec Fabryczny (w, LB) - Reńska Wieś (w, OP) - Repki (w, MZ) - Resko (mw, ZP) - Reszel (mw, WM) - Rewal (w, ZP) - Ręczno (w, ŁD) - Rędziny (w, ŚL) - Rogowo (gemeente in powiat Rypiński) (w, KP) - Rogowo (gemeente in powiat Żniński) (w, KP) - Rogoźno (mw, WP) - Rogów (w, ŁD) - Rogóźno (w, KP) - Rojewo (w, KP) - Rokiciny (w, ŁD) - Rokietnica (gemeente in powiat Jarosławski) (w, PK) - Rokietnica (gemeente in powiat Poznański) (w, WP) - Rokitno (w, LB) - Ropa (w, MP) - Ropczyce (mw, PK) - Rossosz (w, LB) - Rościszewo (w, MZ) - Rozdrażew (w, WP) - Rozogi (w, WM) - Rozprza (w, ŁD) - Roźwienica (w, PK) - Różan (mw, MZ) - Ruciane-Nida (mw, WM) - Ruda Maleniecka (w, ŚK) - Ruda-Huta (w, LB) - Ruda Śląska (m, ŚL) | - Rudka (w, PL) - Rudna (w, DŚ) - Rudnik (gemeente in powiat Krasnostawski) (w, LB) - Rudnik (gemeente in powiat Raciborski) (w, ŚL) - Rudnik nad Sanem (mw, PK) - Rudniki (w, OP) - Rudziniec (w, ŚL) - Ruja (w, DŚ) - Rumia (m, PM) - Rusiec (w, ŁD) - Rusinów (w, MZ) - Rutka-Tartak (w, PL) - Rutki (w, PL) - Rybczewice (w, LB) - Rybnik (m, ŚL) - Rybno (gemeente in powiat Działdowski) (w, WM) - Rybno (gemeente in powiat Sochaczewski) (w, MZ) - Rychliki (w, WM) - Rychtal (w, WP) - Rychwał (mw, WP) - Ryczywół (w, WP) - Rydułtowy (m, ŚL) - Rydzyna (mw, WP) - Ryglice (mw, MP) - Ryjewo (w, PM) - Ryki (mw, LB) - Rymanów (mw, PK) - Rymań (w, ZP) - Ryn (mw, WM) - Rypin (m, KP) - Rypin (w, KP) - Rytro (w, MP) - Rytwiany (w, ŚK) - Rząśnia (w, ŁD) - Rząśnik (w, MZ) - Rzeczenica (w, PM) - Rzeczniów (w, MZ) - Rzeczyca (w, ŁD) - Rzekuń (w, MZ) - Rzepiennik Strzyżewski (w, MP) - Rzepin (mw, LS) - Rzeszów (m, PK) - Rzewnie (w, MZ) - Rzezawa (w, MP) - Rzgów (gemeente in powiat Koniński) (w, WP) - Rzgów (gemeente in powiat Łódzki wschodni) (w, ŁD) |

   (terug naar index)

### S
| - Sabnie (w, MZ) - Sadki (w, KP) - Sadkowice (w, ŁD) - Sadlinki (w, PM) - Sadowie (w, ŚK) - Sadowne (w, MZ) - Samborzec (w, ŚK) - Sandomierz (m, ŚK) - Sanniki (w, MZ) - Sanok (m, PK) - Sanok (w, PK) - Santok (w, LS) - Sarnaki (w, MZ) - Sawin (w, LB) - Secemin (w, ŚK) - Sejny (m, PL) - Sejny (w, PL) - Serniki (w, LB) - Serock (mw, MZ) - Serokomla (w, LB) - Sędziejowice (w, ŁD) - Sędziszów (mw, ŚK) - Sędziszów Małopolski (mw, PK) - Sękowa (w, MP) - Sępopol (mw, WM) - Sępólno Krajeńskie (mw, KP) - Sianów (mw, ZP) - Sicienko (w, KP) - Sidra (w, PL) - Sieciechów (w, MZ) - Siedlce (m, MZ) - Siedlce (w, MZ) - Siedlec (w, WP) - Siedlisko (w, LS) - Siedliszcze (w,LB) - Siekierczyn (w, DŚ) - Siemianowice Śląskie (m, ŚL) - Siemiatycze (m, PL) - Siemiatycze (w, PL) - Siemiątkowo (w, MZ) - Siemień (w, LB) - Siemkowice (w, ŁD) - Siemyśl (w, ZP) - Sieniawa (mw, PK) - Siennica Różana (w, MZ) - Siennica (w, LB) - Sienno (w, MZ) - Siepraw (w, MP) - Sieradz (m, ŁD) - Sieradz (w, ŁD) - Sierakowice (w, PM) - Sieraków (mw, WP) - Sieroszewice (w, WP) - Sierpc (m, MZ) - Sierpc (w, MZ) - Siewierz (mw, ŚL) - Sitkówka-Nowiny (w, ŚK) - Sitno (w, LB) - Skalbmierz (mw, ŚK) - Skała (mw, MP) - Skarbimierz (w, OP) - Skarszewy (mw, PM) - Skaryszew (mw, MZ) - Skarżysko-Kamienna (m, ŚK) - Skarżysko Kościelne (w, ŚK) - Skawina (mw, MP) - Skąpe (w, LS) - Skępe (mw, KP) - Skierbieszów (w, LB) - Skierniewice (m, ŁD) - Skierniewice (w, ŁD) - Skoczów (mw, ŚL) - Skoki (mw, WP) - Skołyszyn (w, PK) - Skomlin (w, ŁD) - Skoroszyce (w, OP) - Skórcz (m, PM) - Skórcz (w, PM) - Skórzec (w, MZ) - Skrwilno (w, KP) - Skrzyszów (w, MP) - Skulsk (w, WP) - Skwierzyna (mw, LS) - Słaboszów (w, MP) - Sława (mw, LS) - Sławatycze (w, LB) - Sławków (m, ŚL) - Sławno (gemeente in powiat Opoczyński) (w, ŁD) - Sławno (gemeente in powiat Sławieński) (w, ZP) - Sławoborze (w, ZP) - Słomniki (mw, MP) - Słońsk (w, LS) - Słopnice (w, MP) - Słubice (gemeente in powiat Płocki) (w, MZ) - Słubice (gemeente in powiat Słubicki) (mw, LS) | - Słupca (m, WP) - Słupca (w, WP) - Słupia (gemeente in powiat Jędrzejowski) (w, ŚK) - Słupia (gemeente in powiat Konecki) (w, ŚK) - Słupia (gemeente in powiat Skierniewicki) (w, ŁD) - Słupno (w, MZ) - Słupsk (m, PM) - Słupsk (w, PM) - Smętowo Graniczne (w, PM) - Smołdzino (w, PM) - Smyków (w, ŚK) - Sobienie-Jeziory (w, MZ) - Sobków (w, ŚK) - Sobolew (w, MZ) - Sobótka (mw, DŚ) - Sochaczew (m, MZ) - Sochaczew (w, MZ) - Sochocin (w, MZ) - Sokolniki (w, ŁD) - Sokołów Małopolski (mw, PK) - Sokołów Podlaski (m, MZ) - Sokołów Podlaski (w, MZ) - Sokoły (w, PL) - Sokółka (mw, PL) - Solec Kujawski (mw, KP) - Solec nad Wisłą (w, MZ) - Solec Zdrój (w, ŚK) - Solina (Polen) (w, PK) - Somianka (w, MZ) - Somonino (w, PM) - Sompolno (mw, WP) - Sońsk (w, MZ) - Sopot (m, PM) - Sorkwity (w, WM) - Sosnowica (w, LB) - Sosnowiec (m, ŚL) - Sosnówka (w, LB) - Sośnicowice (mw, ŚL) - Sośnie (w, WP) - Sośno (w, KP) - Spiczyn (w, LB) - Spytkowice (gemeente in powiat Nowotarski) (w, MP) - Spytkowice (gemeente in powiat Wadowicki) (w, MP) - Srokowo (w, WM) - Stalowa Wola (m, PK) - Stanin (w, LB) - Stanisławów (Mazovië) (w, MZ) - Stara Biała (w, MZ) - Stara Błotnica (w, MZ) - Stara Dąbrowa (w, ZP) - Stara Kamienica (w, DŚ) - Stara Kiszewa (w, PM) - Stara Kornica (w, MZ) - Starachowice (m, ŚK) - Starcza (w, ŚL) - Stare Babice (w, MZ) - Stare Bogaczowice (w, DŚ) - Stare Czarnowo (w, ZP) - Stare Juchy (w, WM) - Stare Kurowo (w, LS) - Stare Miasto (w, WP) - Stare Pole (w, PM) - Stargard Szczeciński (m, ZP) - Stargard Szczeciński (w, ZP) - Starogard Gdański (m, PM) - Starogard Gdański (w, PM) - Staroźreby (w, MZ) - Stary Brus (w, LB) - Stary Dzierzgoń (w, PM) - Stary Dzików (w, PK) - Stary Lubotyń (w, MZ) - Stary Sącz (mw, MP) - Stary Targ (w, PM) - Stary Zamość (w, LB) - Staszów (mw, ŚK) - Stawiguda (w, WM) - Stawiski (mw, PL) - Stawiszyn (mw, WP) - Stąporków (mw, ŚK) - Stegna (w, PM) - Stepnica (w, ZP) - Sterdyń (w, MZ) - Stęszew (mw, WP) - Stężyca (gemeente in powiat Kartuski) (w, PM) - Stężyca (gemeente in powiat Rycki) (w, LB) - Stoczek (w, MZ) - Stoczek Łukowski (m, LB) - Stoczek Łukowski (w, LB) - Stolno (w, KP) - Stopnica (w, ŚK) | - Stoszowice (w, DŚ) - Strachówka (w, MZ) - Strawczyn (w, ŚK) - Stromiec (w, MZ) - Stronie Śląskie (mw, DŚ) - Strumień (mw, ŚL) - Stryków (mw, ŁD) - Stryszawa (w, MP) - Stryszów (w, MP) - Strzałkowo (w, WP) - Strzegom (mw, DŚ) - Strzegowo (w, MZ) - Strzelce (w, ŁD) - Strzelce Krajeńskie (mw, LS) - Strzelce Opolskie (mw, OP) - Strzelce Wielkie (w, ŁD) - Strzeleczki (w, OP) - Strzelin (mw, DŚ) - Strzelno (mw, KP) - Strzyżewice (w, LB) - Strzyżów (mw, PK) - Stubno (w, PK) - Studzienice (w, PM) - Stupsk (w, MZ) - Subkowy (w, PM) - Sucha Beskidzka (m, MP) - Suchań (mw, ZP) - Suchedniów (mw, ŚK) - Suchowola (mw, PL) - Suchożebry (w, MZ) - Suchy Dąb (w, PM) - Suchy Las (w, WP) - Sulechów (mw, LS) - Sulejów (mw, ŁD) - Sulejówek (m, MZ) - Sulęcin (mw, LS) - Sulęczyno (w, PM) - Sulików (w, DŚ) - Sulmierzyce (m, WP) - Sulmierzyce (w, ŁD) - Sułkowice (mw, MP) - Sułoszowa (w, MP) - Sułów (w, LB) - Supraśl (mw, PL) - Suraż (mw, PL) - Susiec (w, LB) - Susz (mw, WM) - Suszec (w, ŚL) - Suwałki (m, PL) - Suwałki (w, PL) - Swarzędz (mw, WP) - Syców (mw, DŚ) - Sypniewo (w, MZ) - Szadek (mw, ŁD) - Szaflary (w, MP) - Szamocin (mw, WP) - Szamotuły (mw, WP) - Szastarka (w, LB) - Szczaniec (w, LS) - Szczawin Kościelny (w, MZ) - Szczawnica (m, MP) - Szczawno Zdrój (m, DŚ) - Szczebrzeszyn (mw, LB) - Szczecin (m, ZP) - Szczecinek (m, ZP) - Szczecinek (w, ZP) - Szczekociny (mw, ŚL) - Szczerców (w, ŁD) - Szczucin (w, MP) - Szczuczyn (mw, PL) - Szczurowa (w, MP) - Szczutowo (w, MZ) - Szczyrk (m, ŚL) - Szczytna (mw, DŚ) - Szczytniki (w, WP) - Szczytno (m, WM) - Szczytno (w, WM) - Szelków (w, MZ) - Szemud (w, PM) - Szepietowo (w, PL) - Szerzyny (w, MP) - Szklarska Poręba (m, DŚ) - Szlichtyngowa (mw, LS) - Szprotawa (mw, LS) - Szreńsk (w, MZ) - Sztabin (w, PL) - Sztum (mw, PM) - Sztutowo (w, PM) - Szubin (mw, KP) - Szudziałowo (w, PL) - Szulborze Wielkie (w, MZ) - Szumowo (w, PL) - Szydłowiec (mw, MZ) - Szydłowo (gemeente in powiat Mławski) (w, MZ) - Szydłowo (gemeente in powiat Pilski) (w, WP) - Szydłów (w, ŚK) - Szypliszki (w, PL) |

   (terug naar index)

### Ś
| - Ścinawa (mw, DŚ) - Ślemień (w, ŚL) - Ślesin (mw, WP) - Śliwice (w, KP) - Śmigiel (mw, WP) - Śniadowo (w, PL) - Śrem (mw, WP) - Środa Śląska (mw, DŚ) - Środa Wielkopolska (mw, WP) - Świątki (w, WM) - Świątniki Górne (mw, MP) - Świdnica (m, DŚ) - Świdnica (gemeente in powiat Świdnicki) (w, DŚ) | - Świdnica (gemeente in powiat Zielonogórski) (w, LS) - Świdnik (m, LB) - Świdwin (m, ZP) - Świdwin (w, ZP) - Świebodzice (m, DŚ) - Świebodzin (mw, LS) - Świecie (mw, KP) - Świecie nad Osą (w, KP) - Świedziebnia (w, KP) - Świekatowo (w, KP) - Świeradów Zdrój (m, DŚ) - Świercze (w, MZ) - Świerczów (w, OP) - Świerklaniec (w, ŚL) - Świerklany (w, ŚL) | - Świerzawa (mw, DŚ) - Świerzno (w, ZP) - Świeszyno (w, ZP) - Święciechowa (w, WP) - Święta Katarzyna (mw, DŚ) z miastem Siechnice - Świętajno (gemeente in powiat Olecki) (w, WM) - Świętajno (gemeente in powiat Szczycieński) (w, WM) - Świętochłowice (m, ŚL) - Świlcza (w, PK) - Świnice Warckie (w, ŁD) - Świnna (w, ŚL) - Świnoujście (m, ZP) |

   (terug naar index)

### T
| - Tarczyn (mw, MZ) - Tarłów (w, ŚK) - Tarnawatka (w, LB) - Tarnobrzeg (m, PK) - Tarnogród (mw, LB) - Tarnowiec (w, PK) - Tarnowo Podgórne (w, WP) - Tarnowskie Góry (m, ŚL) - Tarnów (m, MP) - Tarnów (w, MP) - Tarnów Opolski (w, OP) - Tarnówka (w, WP) - Tczew (m, PM) - Tczew (w, PM) - Tczów (w, MZ) - Telatyn (w, LB) - Teresin (w, MZ) - Terespol (m, LB) - Terespol (w, LB) - Tereszpol (w, LB) - Tłuchowo (w, KP) - Tłuszcz (mw, MZ) - Tokarnia (w, MP) - Tolkmicko (mw, PM) - Tomaszów Lubelski (m, LB) - Tomaszów Lubelski (w, LB) | - Tomaszów Mazowiecki (m, ŁD) - Tomaszów Mazowiecki (w, ŁD) - Tomice (w, MP) - Topólka (w, KP) - Toruń (m, KP) - Torzym (mw, LS) - Toszek (mw, ŚL) - Trawniki (w, LB) - Trąbki Wielkie (w, PM) - Trojanów (w, MZ) - Troszyn (w, MZ) - Tryńcza (w, PK) - Trzciana (w, MP) - Trzcianka (mw, WP) - Trzcianne (w, PL) - Trzciel (mw, LS) - Trzcinica (w, WP) - Trzcińsko Zdrój (mw, ZP) - Trzebiatów (mw, ZP) - Trzebiechów (w, LS) - Trzebiel (w, LS) - Trzebielino (w, PM) - Trzebieszów (w, LB) - Trzebinia (mw, MP) - Trzebnica (mw, DŚ) - Trzebownisko (w, PK) - Trzemeszno (mw, WP) | - Trzeszczany (w, LB) - Trzyciąż (w, MP) - Trzydnik Duży (w, LB) - Tuchola (mw, KP) - Tuchomie (w, PM) - Tuchów (mw, MP) - Tuczępy (w, ŚK) - Tuczna (w, LB) - Tuczno (mw, ZP) - Tuliszków (mw, WP) - Tułowice (w, OP) - Tuplice (w, LS) - Turawa (w, OP) - Turek (m, WP) - Turek (w, WP) - Turobin (w, LB) - Turośl (w, PL) - Turośń Kościelna (w, PL) - Tuszów Narodowy (w, PK) - Tuszyn (mw, ŁD) - Twardogóra (mw, DŚ) - Tworóg (w, ŚL) - Tychowo (w, ZP) - Tychy (m, ŚL) - Tyczyn (mw, PK) - Tykocin (mw, PL) - Tymbark (w, MP) - Tyrawa Wołoska (w, PK) - Tyszowce (mw, LB) |

   (terug naar index)

### U
| - Uchanie (w, LB) - Udanin (w, DŚ) - Ujazd (gemeente in powiat Strzelecki) (mw, OP) - Ujazd (gemeente in powiat Tomaszowski) (w, ŁD) - Ujsoły (w, ŚL) - Ujście (mw, WP) | - Ulan-Majorat (w, LB) - Ulanów (mw, PK) - Ulhówek (w, LB) - Ułęż (w, LB) - Uniejów (mw, ŁD) - Unisław (w, KP) - Urszulin (w, LB) - Urzędów (w, LB) | - Ustka (m, PM) - Ustka (w, PM) - Ustronie Morskie (w, ZP) - Ustroń (m, ŚL) - Ustrzyki Dolne (mw, PK) - Uście Gorlickie (w, PM) - Uścimów (w, LB) |

   (terug naar index)

### W
| - Wadowice (mw, MP) - Wadowice Górne (w, PK) - Waganiec (w, KP) - Walce (w, OP) - Walim (w, DŚ) - Wałbrzych (m, DŚ) - Wałcz (m, ZP) - Wałcz (w, ZP) - Wapno (w, WP) - Warka (mw, MZ) - Warlubie (w, KP) - Warnice (w, ZP) - Warszawa (m, MZ) - Warta (stad) (mw, ŁD) - Warta Bolesławiecka (w, DŚ) - Wartkowice (w, ŁD) - Wasilków (mw, PL) - Waśniów (w, ŚK) - Wąbrzeźno (m, KP) - Wąbrzeźno (w, KP) - Wąchock (mw, ŚK) - Wądroże Wielkie (w, DŚ) - Wągrowiec (m, WP) - Wągrowiec (w, WP) - Wąpielsk (w, KP) - Wąsewo (w, MZ) - Wąsosz (gemeente in powiat Górowski) (w, DŚ) - Wąsosz (gemeente in powiat Grajewski) (mw, PL) - Wąwolnica (w, LB) - Wejherowo (m, PM) - Wejherowo (w, PM) - Werbkowice (w, LB) - Węgierska Górka (w, ŚL) - Węgliniec (mw, DŚ) - Węgorzewo (mw, WM) - Węgorzyno (mw, ZP) - Węgrów (m, MZ) - Wiązowna (w, MZ) - Wiązownica (w, PK) - Wiązów (mw, DŚ) - Wicko (w, PM) - Widawa (w, ŁD) - Widuchowa (w, ZP) - Wieczfnia Kościelna (w, MZ) - Wielbark (w, WM) - Wieleń (mw, WP) - Wielgie (w, KP) - Wielgomłyny (w, ŁD) - Wielichowo (mw, WP) - Wieliczka (mw, MP) - Wieliczki (w, WM) | - Wieliszew (w, MZ) - Wielka Nieszawka (w, KP) - Wielka Wieś (w, MP) - Wielkie Oczy (w, PK) - Wielopole Skrzyńskie (w, PK) - Wielowieś (w, ŚL) - Wieluń (mw, ŁD) - Wieniawa (w, MZ) - Wieprz (w, MP) - Wieruszów (mw, ŁD) - Wierzbica (gemeente in powiat Chełmski) (w, LB) - Wierzbica (gemeente in powiat Radomski) (w, MZ) - Wierzbinek (w, WP) - Wierzbno (w, MZ) - Wierzchlas (w, ŁD) - Wierzchosławice (w, MP) - Wierzchowo (w, ZP) - Wietrzychowice (w, MP) - Więcbork (mw, KP) - Wijewo (w, WP) - Wilamowice (mw, ŚL) - Wilczęta (w, WM) - Wilczyce (w, ŚK) - Wilczyn (w, WP) - Wilga (w, MZ) - Wilkołaz (w, LB) - Wilkowice (w, ŚL) - Wilków (gemeente in powiat Namysłowski) (w, OP) - Wilków (gemeente in powiat Opolski) (w, LB) - Winnica (w, MZ) - Wińsko (w, DŚ) - Wiskitki (w, MZ) - Wisła (m, ŚL) - Wisznia Mała (w, DŚ) - Wisznice (w, LB) - Wiślica (w, ŚK) - Wiśniew (w, MZ) - Wiśniewo (w, MZ) - Wiśniowa (gemeente in powiat Myślenicki) (w, MP) - Wiśniowa (gemeente in powiat Strzyżowski) (w, PK) - Witkowo (mw, WP) - Witnica (mw, LS) - Witonia (w, ŁD) - Wizna (w, PL) - Wiżajny (w, PL) - Wleń (mw, DŚ) - Władysławowo (m, PM) - Władysławów (w, WP) | - Włocławek (m, KP) - Włocławek (w, KP) - Włodawa (m, LB) - Włodawa (w, LB) - Włodowice (w, ŚL) - Włoszakowice (w, WP) - Włoszczowa (mw, ŚK) - Wodynie (w, MZ) - Wodzierady (w, ŁD) - Wodzisław (w, ŚK) - Wodzisław Śląski (m, ŚL) - Wohyń (w, LB) - Wojaszówka (w, PK) - Wojciechowice (w, ŚK) - Wojciechów (w, LB) - Wojcieszków (w, LB) - Wojcieszów (m, DŚ) - Wojkowice (m, ŚL) - Wojnicz (mw, MP) - Wojsławice (w, LB) - Wola Krzysztoporska (w, ŁD) - Wola Mysłowska (w, LB) - Wola Uhruska (w, LB) - Wolanów (w, MZ) - Wolbórz (w, ŁD) - Wolbrom (mw, MP) - Wolin (mw, ZP) - Wolsztyn (mw, WP) - Wołczyn (mw, OP) - Wołomin (mw, MZ) - Wołów (mw, DŚ) - Woźniki (mw, ŚL) - Wólka (w, LB) - Wręczyca Wielka (w, ŚL) - Wrocław (m, DŚ) - Wronki (mw, WP) - Wróblew (w, ŁD) - Września (mw, WP) - Wschowa (mw, LS) - Wydminy (w, WM) - Wymiarki (w, LS) - Wyry (w, ŚL) - Wyryki (w, LB) - Wyrzysk (mw, WP) - Wysoka (mw, WP) - Wysokie (w, LB) - Wysokie Mazowieckie (m, PL) - Wysokie Mazowieckie (w, PL) - Wyszki (w, PL) - Wyszków (mw, MZ) - Wyszogród (mw, MZ) - Wyśmierzyce (mw, MZ) |

   (terug naar index)

### Z
| - Zabierzów (w, MP) - Zabłudów (mw, PL) - Zabór (w, LS) - Zabrodzie (w, MZ) - Zabrze (m, ŚL) - Zadzim (w, ŁD) - Zagnańsk (w, ŚK) - Zagórów (mw, WP) - Zagórz (mw, PK) - Zagrodno (w, DŚ) - Zakliczyn (w, MP) - Zaklików (w, PK) - Zakopane (m, MP) - Zakroczym (mw, MZ) - Zakrzew (gemeente in powiat Lubelski) (w, LB) - Zakrzew (gemeente in powiat Radomski) (w, MZ) - Zakrzewo (gemeente in powiat Aleksandrowski) (w, KP) - Zakrzewo (gemeente in powiat Złotowski) (w, WP) - Zakrzówek (w, LB) - Zalesie (w, LB) - Zaleszany (w, PK) - Zalewo (wm, WM) - Załuski (w, MZ) - Zambrów (m, PL) - Zambrów (w, PL) - Zamość (m, LB) - Zamość (w, LB) | - Zaniemyśl (w, WP) - Zapolice (w, ŁD) - Zaręby Kościelne (w, MZ) - Zarszyn (w, PK) - Zarzecze (w, PK) - Zator (mw, MP) - Zatory (w, MZ) - Zawady (w, PL) - Zawadzkie (mw, OP) - Zawichost (mw, ŚK) - Zawidów (m, DŚ) - Zawidz (w, MZ) - Zawiercie (m, ŚL) - Zawoja (w, MP) - Zawonia (w, DŚ) - Ząbki (m, MZ) - Ząbkowice Śląskie (mw, DŚ) - Zbąszynek (mw, LS) - Zbąszyń (mw, WP) - Zbiczno (w, KP) - Zblewo (w, PM) - Zbójna (w, PL) - Zbójno (w, KP) - Zbrosławice (w, ŚL) - Zbuczyn (w, MZ) - Zduny (gemeente in powiat Krotoszyński) (mw, WP) - Zduny (gemeente in powiat Łowicki) (w, ŁD) | - Zduńska Wola (m, ŁD) - Zduńska Wola (w, ŁD) - Zdzieszowice (mw, OP) - Zebrzydowice (w, ŚL) - Zelów (mw, ŁD) - Zembrzyce (w, MP) - Zębowice (w, OP) - Zgierz (m, ŁD) - Zgierz (w, ŁD) - Zgorzelec (m, DŚ) - Zgorzelec (w, DŚ) - Zielona Góra (m, LS) - Zielona Góra (w, LS) - Zielonka (gemeente in powiat Wołomiński) (m, MZ) - Zielonki (w, MP) - Ziębice (mw, DŚ) - Zławieś Wielka (w, KP) - Złocieniec (mw, ZP) - Złoczew (mw, ŁD) - Złota (w, ŚK) - Złotniki Kujawskie (w, KP) - Złotoryja (m, DŚ) - Złotoryja (w, DŚ) - Złotów (m, WP) - Złotów (w, WP) - Złoty Stok (mw, DŚ) - Zwierzyn (w, LS) - Zwierzyniec (stad) (mw, LB) - Zwoleń (mw, MZ) |

   (terug naar index)

### Ż
| - Żabia Wola (w, MZ) - Żabno (mw, MP) - Żagań (m, LS) - Żagań (w, LS) - Żarki (mw, ŚL) - Żarnowiec (w, ŚL) - Żarnów (w, ŁD) - Żarów (mw, DŚ) - Żary (m, LS) - Żary (w, LS) - Żegocina (w, MP) | - Żelazków (w, WP) - Żelechlinek (w, ŁD) - Żelechów (mw, MZ) - Żerków (mw, WP) - Żmigród (mw, DŚ) - Żmudź (w, LB) - Żnin (mw, KP) - Żołynia (w, PK) - Żory (m, ŚL) - Żółkiewka (w, LB) - Żórawina (w, DŚ) | - Żukowice (w, DŚ) - Żukowo (mw, PM) - Żurawica (w, PK) - Żuromin (mw, MZ) - Żychlin (mw, ŁD) - Żyraków (w, PK) - Żyrardów (m, MZ) - Żyrzyn (w, LB) - Żytno (w, ŁD) - Żywiec (m, ŚL) |

   (terug naar index)